# مارغري بلاكي
مارغري غريس بلاكي (1898 – 1981). طبيبة بريطانية، اشتهرت بعد تعيينها كأول طبيبة خاصة للملكة إليزابيث الثانية.

## حياتها المبكرة
وُلدت مارغري بلاكي في ريدبورن - هيرتفوردشاير، في 4 فبراير 1898، وكانت أصغر أبناء رجل الأعمال الثري روبرت بلاكي (1852 - 1936)، وزوجته إليزابيث ريس (توفيت عام 1941) [1]. انتقلت العائلة عام 1911 إلى لندن، وهناك بدأت مارغري بالدراسة في مدرسة هابرداشر إسك للبنات. وفي ذلك الوقت كان خالها رونالد ريس يعمل سياسيًا ومهندسًا معماريًا في جنوب أستراليا.
درست مارغري الطب في مدرسة لندن الطبية للنساء، وتخرجت كطبيبة في عام 1923، وفي عام 1924 انضمت إلى العاملين في مستشفى لندن. وفي عام 1928 حصلت على درجة الماجستير من جامعة لندن حيث كانت المرشحة الوحيدة في ذلك العام.

## المهنة
أنشأت مارغري بلاكي في عام 1926 وبتشجيع من صديقتها المقربة الدكتورة هيلينا بانكس عيادتها الخاصة في شارع حدائق درايتون - لندن، من خلال إعادة فتح المستوصف الموجود في تلك المنطقة والذي كان مغلقاً لمدة 12 عاماً، وفي عام 1929 انتقلت مع الدكتورة بانكس إلى منزل جديد كبير مؤلف من ستة طوابق في شارع ثورلو جنوب كنسينغتون في لندن، وهناك استمرت بالعمل في عيادتها الخاصة بالإضافة للعمل في مستشفى الدكتور بلاكيز، وبقيت هناك حتى عام 1980، أي قبل وفاتها بعام واحد فقط. وقد استمرت صداقتها وشراكتها مع الدكتورة بانكس لأكثر من ثلاثين عاماً إذ توفيت الدكتورة بانكس في عام 1971.
عملت بلاكي طبيبة مساعدة في مستشقى لندن في الفترة من 1927 إلى 1957، وقضت بعضاً من ذلك الوقت (1929 - 1937) كمساعدة للدكتور دوغلاس بورلاند في قسم الأطفال، وأصبحت لاحقاً طبيبة استشارية بين عامي1957 إلى 1966.
في عام 1968 خلفت الدكتورة بلاكي الدكتور السير جون وير لتصبح الطبيبة الملكية الخاصة للملكة إليزابيث الثانية. وكانت أول امرأة تشغل هذا المنصب، ومن بين مرضاها البارزين الآخرين السيدة جوليا نامير. وتجدر الإشارة إلى أنها كانت تعتمد على العلاج بالأعشاب وطرق الطب البديل بصورة كبيرة، وذكر في عام 1978 أن حقيبتها الطبية في قصر باكنغهام احتوت على: الزرنيخ والستركنين والشيح وسم سمكة جيلا الوحشية.

## حياتها اللاحقة
عاشت بلاكي العام الأخير من حياتها من 1980 إلى 1981 في قلعة هيدنغهام مع عدد من أصدقائها المقربين. وفي 24 أغسطس 1981، توفيت بهدوء جرَّاء سكتة دماغية، ودُفنت في 29 أغسطس في قلعة هيدنغهام.